# Harisnyanadrág

Női finom-harisnyanadrág

A harisnyanadrág egy testhez simuló, derékig érő ruhadarab, amely szerkezetileg két hosszú harisnyából és az azokat összekötő nadrágrészből áll. Hagyományosan elsősorban nők és kisgyermekek viselték, de napjainkban mind többféle nemű ember hordja, különböző célokra. A divat részeként a női ruhatárban továbbra is gyakori viselet, de funkcionális szerepe – például hideg időben való védelemként – nemtől függetlenül releváns. Férfiak körében elsősorban speciális körülmények között elterjedt, például sporttevékenységek (mint a korcsolyázás vagy búvárkodás), színpadi művészetek (pl. balett), vagy egészségügyi célok esetén, ahol a kompressziós harisnyanadrág terápiás eszközként szolgál.

## Története
A harisnyanadrág eredete a reneszánsz korára nyúlik vissza, de akkor csak férfiak viselték. A nők nem mutathatták a lábukat nyilvánosan. A mai harisnyanadrághoz némileg hasonló első ruhadarab az a lábszárra szorosan simuló selyemnadrág, amit fiatal velencei férfiak viseltek rövid zekéjük alatt, a 14. században. Ez fényes és élénk színű volt, gyakran hímzés is díszítette. (Az idősebb generáció illetlennek találta.) Az alsónadrág mai formája a középkorban teljesen ismeretlen volt, a nők és férfiak egyforma alsóneműt viseltek, pamut- vagy lenszövetből készült bő ruhadarabot. Amikor azonban a 16. században divat lett a combig érő rövid buggyos nadrág és a lábszárak hangsúlyozása, fontos lett a harisnya, amelynek csípőig fel kellett érnie, és amit szalagokkal egyfajta alsónadrághoz kellett erősíteni. Ebből alakult ki az egy darabból álló harisnyanadrág. A későbbi századok divatja azután mellőzte ezt a viseletet, és a különálló alsóruha és harisnya vált általánossá, mígnem a 20. század húszas éveiben ismét fel nem fedezték, elsősorban a táncosok.
A mai viseletben teljesen általánossá vált, modern harisnyanadrág története 1959-ben kezdődik. Ekkoriban már megkezdődött a körkötött harisnyák széles körű elterjedése (lásd bővebben a Harisnya szócikkben) és ez egybeesett a miniszoknya viseletének gyorsan népszerűvé vált divatjával is. Nem volt esztétikus a miniszoknya alól kivillant harisnyakötő látványa, ez vezette Allen Grant amerikai harisnyagyárost olyan termék kifejlesztésére és piacra dobására, amely az alsótestet teljesen takarja. A harisnyanadrág ma a női ruhatár elengedhetetlen kelléke. Az iránta megnyilvánuló kereslet ingadozik ugyan – főleg a különleges mintázatok és esztétikai hatások tekintetében –, mert ha például hosszú szoknya, hosszú nadrág a divat, a harisnyanadrág esztétikai szerepe csökken, bár télen a melegítő hatása mégis fontos.
A női finom harisnyanadrág (collant) népszerűségéhez az is hozzájárul, hogy – különösen feketére színezve – még karcsúbb lábat mutat.

## A harisnyanadrág szerkezete

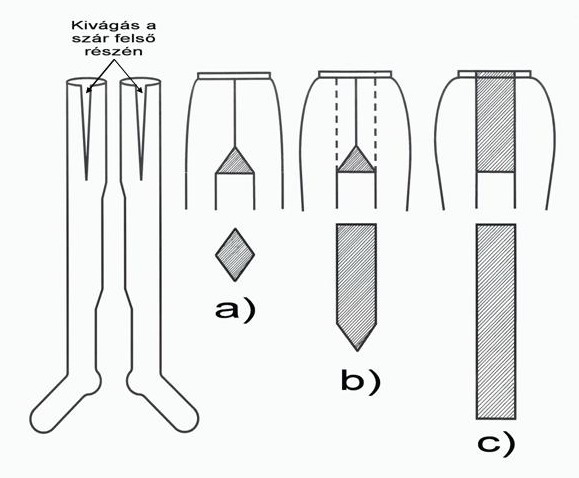
A harisnyanadrág részei. A lépésbetét kialakítása különböző csípőbőségű harisnyanadrágokhoz

A harisnyanadrágot lényegében két hosszított szárú – derékig érő – harisnyából állítják elő, amelyek felső részét felvágják és úgy varrják össze, hogy nadrágot alkossanak. Mivel azonban a harisnya-körkötő gépek átmérője nem elég nagy ahhoz, hogy a csípő és a derék körméretének megfelelő bőségű harisnyaszárat állíthassanak elő, a két szár összevarrásánál rendszerint betoldást („lépésbetétet”, „cviklit”) kell alkalmazni. Ezt egy másik kötőgépen előállított kelméből külön szabják ki. Attól függően, hogy milyen méretű (bőségű) és konstrukciójú harisnyanadrágot akarnak előállítani, többféle lépésbetét-forma használatos. Ezt a konfekcionálási munkát a női finom-harisnyanadrágok esetében ma már automata berendezéseken végzik, és vannak olyan harisnyanadrág-kötőgépek is, amelyek a teljes harisnyanadrágot egy darabban kötik meg és még az orrhegylezárást is elvégzik. A harisnyaszárak készítésére gyakran olyan kötőgépet használnak, amely különleges (csipkeszerű, hálós, figurális stb.) minták készítését is lehetővé teszi.

## Gyártási folyamat
A harisnyanadrágok gyártása a következő fő lépésekből áll:
- a harisnyaszárak kötése körkötőgépen,
- a lépésbetét kiszabása,
- a harisnyaszárak összevarrása a lépésbetét beillesztésével,
- az orrhegyek lezárása varrással,
- a készre konfekcionált harisnyanadrág mosása, színezése, szárítása,
- a megszárított harisnyanadrágok formaláb-párokra[Megj. 1] húzása és formázása, méreteik hőrögzítése (terjedelmesített fonalakból készült olcsó tömegáruk esetében a formázást mellőzhetik is),
- minőség-ellenőrzés,
- csomagolás.

Gyermek-harisnyanadrágok gyártására gyakran színes fonalat használnak, ilyenkor a színezés természetesen elmarad.

## A harisnyanadrágok anyaga
A finom női harisnyanadrágok csaknem kizárólag poliamid (nylon) filamentfonalból készülnek. Ennek a fonalnak a finomságát denier-ben (ejtsd: dönié, rövidítve: den) vagy dtex-ben mérik; a denier-ben megadott érték azt jelenti, hogy az adott fonalból 9000 méter hosszú darab hány gramm tömegű, a dtex-ben megadott érték ugyanezt 10 000 méterre vonatkoztatja. Ezt az adatot a csomagoláson általában feltüntetik. Minél kisebb ez a szám, annál vékonyabb fonalról van szó. A vékony harisnyanadrágok harisnya részéhez 15-30 den (17-33 dtex) finomságú fonalat használnak, a nadrág részhez ennél vastagabbat, többnyire 40 den (44 dtex), ritkábban 60 den (67 dtex) finomságút. A poliamidfonalaknak többféle fajtája van: csillogó, fényes, matt – ez lehetőséget ad különböző mintahatások elérésére is. Gyakran használnak a harisnyanadrág-gyártáshoz terjedelmesített (texturált) poliamidfonalat (ezt nevezik „kreppnylonnak” is). Ez olyan fonal, amelyet a gyártási folyamatban hullámossá, kuszálttá tesznek és ebben az állapotában hőkezeléssel rögzítenek, ennélfogva hullámossága rugószerűen működik: a harisnyanadrág megnyújtott állapotából a tehermentesítés után igyekszik összeugrani és így szépen rásimul a testre. Ugyanakkor viszont ez a termék matt, ami nem mindig előnyös esztétikai szempontból.

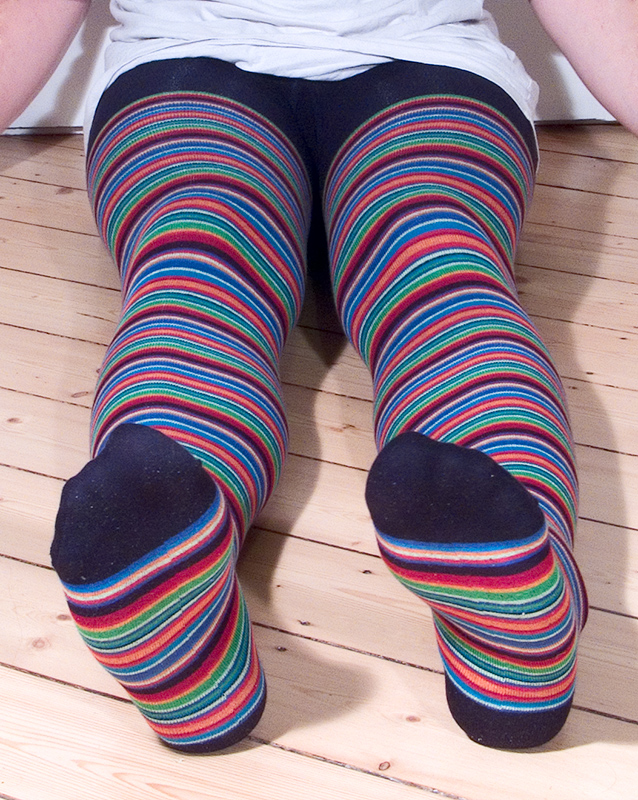
Gyermek-harisnyanadrág

Nagyon népszerűek azok a harisnyanadrág-fajták, amelyekben a sima (tehát nem terjedelmesített) poliamidfonal mellé elasztánfonalat is bevezetnek és ezzel teszik rugalmassá, szorosan testre simulóvá a terméket. Ugyancsak elasztánfonal bevezetésével biztosítják a nadrágrész derékszegélyének rugalmasságát is.
Azokban a harisnyanadrágokban, amelyek gyógyászati célra készülnek, és amelyeknek ezért kifejezett szorító hatásúnak kell lenniük, szintén elasztánfonal az alapanyag, de jóval vastagabb, mint amit a finom női harisnyanadrágokban használnak. Ezeknek a termékeknek a célja a láb vérkeringésének szabályozása.
A gyermek-harisnyanadrágok rendszerint pamutból, poliakrilnitrilből (akrilból), ritkábban gyapjúból készülnek.
A harisnyanadrágok egész gyártási folyamatára – ezen belül főleg a felhasznált nyersanyagra és a színezésre vonatkozólag – érvényesíthetők az OEKO-TEX szigorú előírásai; az erre vonatkozó tanúsítást egyes kereskedelmi cégek meg is követelhetik.